# 大峙駅 (ソウル特別市)
大峙駅（テチえき）は大韓民国ソウル特別市江南区大峙2洞にある、ソウル交通公社3号線の駅。駅番号は345。

## 歴史
- 1993年10月30日 -  ソウル特別市地下鉄公社3号線（当時）の駅として開業。
- 2005年1月1日 - ソウル特別市地下鉄公社がソウルメトロに改称。
- 日時不明 - ホームドア稼働開始。

## 駅構造

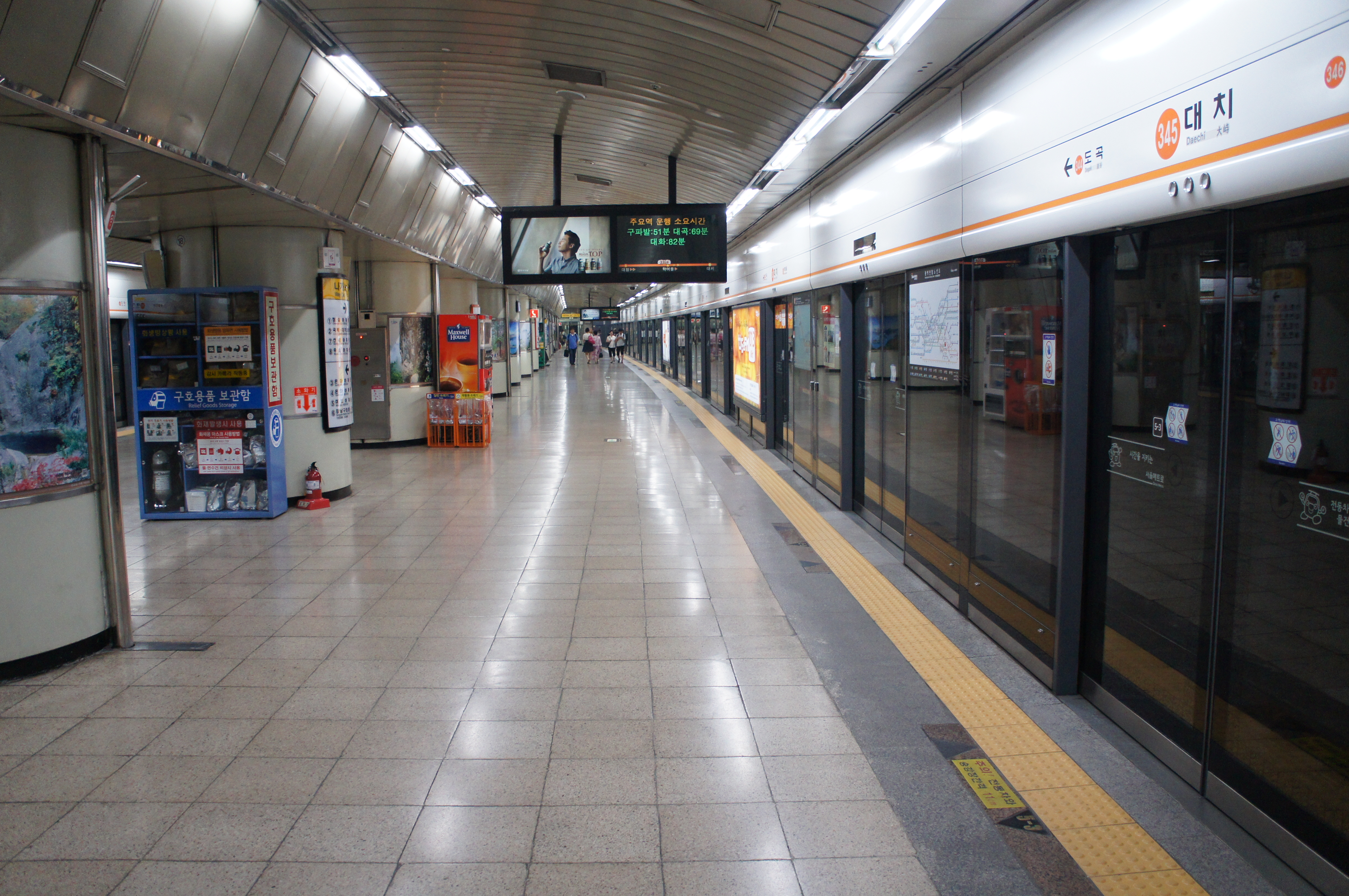
プラットホーム（2014年7月26日）

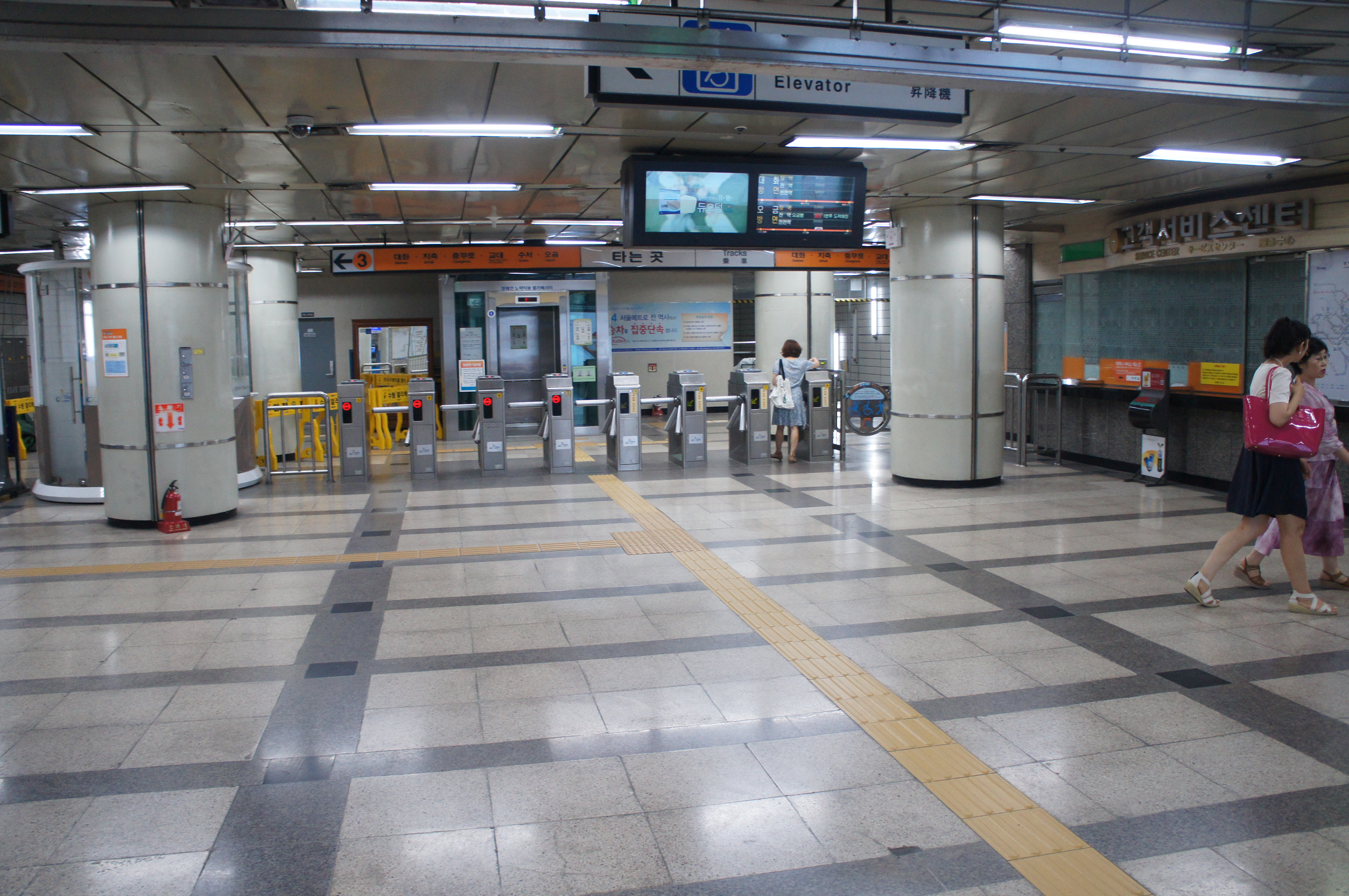
改札口（2014年7月26日）

ホーム階は地下4階で、島式ホーム1面2線を有している。保安用にホームドアシステム（フルスクリーンタイプ）を装備する。
改札階は地下1階である。改札口はホーム両端付近に別個に設置されているが、それぞれ独立しており、コンコースなどではつながっていない。西側（道谷寄り）の改札のみホームへの連絡エレベーター及び改札階 - 地上間のエレベーターが設置されている。化粧室は東側（ハンニョウル寄り）の改札内にある。
出入口は1番から8番までの8ヶ所あり、西側の改札口は1・2・7・8番出口と繋がっていて、東側の改札口は2・3・4・5番出入口と繋がっている。

### のりば
案内上ののりば番号は設定されていない。 
| ホーム | 路線  | 行先                                      |
| ------ | ----- | ----------------------------------------- |
| 上り   | 3号線 | 高速ターミナル・鍾路3街・旧把撥・大化方面 |
| 下り   | 3号線 | テチョン・水西・可楽市場・梧琴方面        |

## 利用状況
近年の一日平均利用人員推移は下記のとおり。
| 路線  | 路線     | 2000年 | 2001年 | 2002年 | 2003年 | 2004年 | 2005年 | 2006年 | 2007年 | 2008年 | 2009年 | 出典  |
| ----- | -------- | ------ | ------ | ------ | ------ | ------ | ------ | ------ | ------ | ------ | ------ | ----- |
| 3号線 | 乗車人員 | 13,766 | 14,666 | 14,869 | 13,915 | 12,481 | 12,230 | 12,225 | 12,000 | 11,733 | 11,905 | [ 1 ] |
| 3号線 | 降車人員 | 12,769 | 13,592 | 14,114 | 13,064 | 11,702 | 11,417 | 11,458 | 11,193 | 10,711 | 10,965 | [ 1 ] |
| 3号線 | 乗降人員 | 26,535 | 28,258 | 28,983 | 26,980 | 24,184 | 23,647 | 23,682 | 23,192 | 22,444 | 22,870 | [ 1 ] |
| 路線  | 路線     | 2010年 | 2011年 | 2012年 | 2013年 | 2014年 | 2015年 |        |        |        |        | [ 1 ] |
| 3号線 | 乗車人員 | 12,911 | 12,902 | 12,378 | 12,379 | 12,365 | 11,909 |        |        |        |        | [ 1 ] |
| 3号線 | 降車人員 | 11,892 | 12,018 | 11,513 | 11,605 | 11,501 | 11,160 |        |        |        |        | [ 1 ] |
| 3号線 | 乗降人員 | 24,803 | 24,920 | 23,891 | 23,984 | 23,866 | 23,068 |        |        |        |        | [ 1 ] |

## 駅周辺
当駅は南部循環路の真下に位置する。
- 南ソウル総合市場
- 来美安（朝鮮語版）大峙パレス
- チョンシルアパート
- 国際アパート
- 大峙三星アパート
- 銀馬アパート
- 銀馬派出所
- 南部循環路（朝鮮語版）
- 美都アパート
- ソウル大谷初等学校（朝鮮語版）
- 江南区議会
- 江南区民会館
- 開浦洞（朝鮮語版）
- ソウル大峙初等学校（朝鮮語版）
- 宇成アパート
- 鮮京アパート

## 隣の駅
ソウル交通公社
 3号線
道谷駅 (344) - 大峙駅 (345) - ハンニョウル駅 (346)